# 泰坦尼亞峰
71°32′S 69°25′W / 71.533°S 69.417°W
泰坦尼亞峰（英語：Titania Peak）是南極洲的山峰，位於亞歷山大一世島中部，處於昂布里爾山西北面20公里，海拔高度約1,250米，以天衛三命名，該山峰現時由南極條約體系管理。